# Сулавесский зелёный висячий попугайчик
Сулавесский зелёный висячий попугайчик (лат. Loriculus exilis) — птица отряда попугаеобразных.

## Внешний вид
Длина тела 10,5 см.

## Распространение
Обитает на севере и юго-востоке Сулавеси (Индонезия).

## Образ жизни
Населяют субтропические и тропические влажные леса, мангровые заросли.

## Угрозы и охрана
Близки к уязвимому положению из-за потери естественной среды обитания.